# Burberg

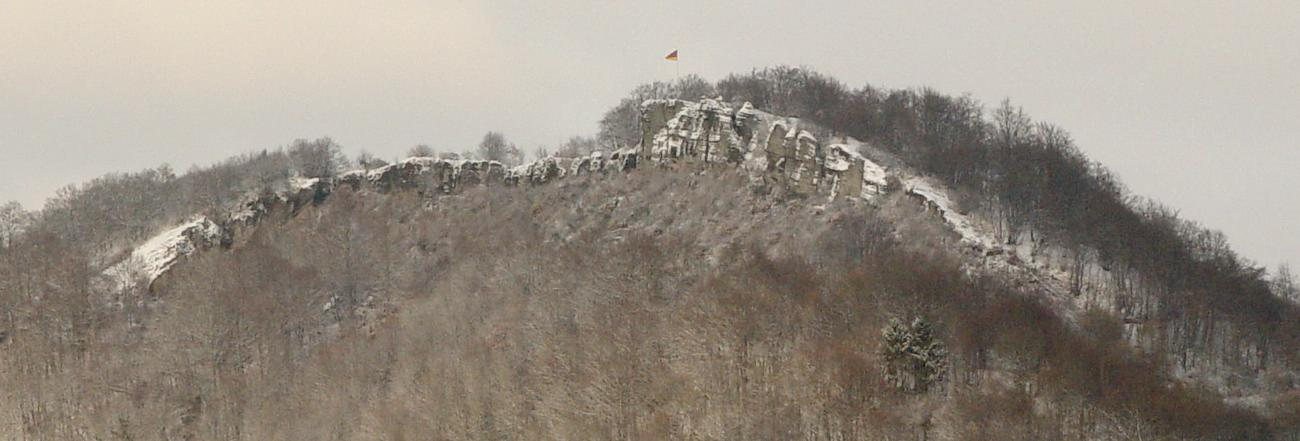
Typische Felsen auf der Burbergkuppe

Der Burberg, auch Buerberg und Bürberg genannt, ist ein 528,5 m ü. NHN hoher Berg in der Eifel. Er liegt bei Schutz im rheinland-pfälzischen Landkreis Vulkaneifel.

## Geographie

### Lage
Der Burberg erhebt sich im Naturpark Vulkaneifel und im Hinterbüsch. An seinem Südostfuß liegt die Ortsgemeinde Schutz, zu deren Gebiet der Berg gehört; 3,1 km westsüdwestlich des Berggipfels befindet sich der Kernort der Ortsgemeinde Weidenbach. Westlich vorbei fließt der Walmerbach (Wallmerbach), der in Schutz in die östlich des Bergs in Nord-Süd-Richtung verlaufende Kleine Kyll mündet.

### Naturräumliche Zuordnung
Der Burberg gehört in der naturräumlichen Haupteinheitengruppe Osteifel (Nr. 27), in der Haupteinheit Kyllburger Waldeifel (277) zur Untereinheit Salmer Hügelland (277.3).

## Sonstiges
Der Burberg entstand vor etwa 11.000 Jahren als Vulkan. Auf der Gipfelregion sind Reste einer römischen Befestigungsanlage aus dem 4. Jahrhundert n. Chr. vorhanden.
Auf dem Berg liegen Teile des Landschaftsschutzgebiets Zwischen Ueß und Kyll (CDDA-Nr. 326012; 1982 ausgewiesen; 396,2312 km² groß).